# Усадьба Максимовых
Усадьба Максимовых — старинная городская усадьба в историческом центре Нижнего Новгорода. Главный дом усадьбы построен в 1839 году. Авторы проектов зданий усадьбы — городские архитекторы Нижнего Новгорода Г. И. Кизеветтер и Л. В. Фостиков. Усадебный комплекс входит в застройку древней Рождественской улицы.
В ансамбль входят: главный дом, каменная лавка и доходный дом. Комплекс, являясь частью исторической застройки, не охраняется государством.

## История
В начале XIX века на старинной Рождественской улице по линии Троицкой церкви крупный участок земли с выстроенным на нём двухэтажным домом и лавкой принадлежал купцу Савелию Максимову. 11 мая 1839 года вдова Максимова, Матрёна, представила Нижегородскому строительному комитету проект надстройки кирпичной лавки вторым этажом, выполненный Г. И. Кизеветтером. Фасад в три окна в первом этаже получил три арочных входа и угловой руст, второй этаж — хорошо прорисованные наличники окон. Проект высочайше утвердили 27 мая и к исходу строительного сезона 1839 года флигель перестроили.
После перестройки лавки Максимова решила выстроить доходный дом в 11 окон по главному фасаду с лепным подкарнизным орнаментальным поясом.
Уже в 1847 году сын Максимовых, Семён Савельевич, решил надстроить каменный родовой дом третьим этажом. Проект перестройки разработал городской архитектор Л. В. Фостиков. 22 марта 1848 года проект был одобрен Нижегородской Строительной комиссией, а 14 апреля высочайше утверждён в Санкт-Петербурге. При перестройке сохранились несущие стены, но вместо шести пробивались девять окон, со двора был пристроен тамбур для всходной лестницы. Спустя год здание было окончательно перестроено.